# Nandopsis
Nandopsis – rodzaj słodkowodnych ryb okoniokształtnych z rodziny pielęgnicowatych (Cichlidae).

## Występowanie
Gatunki należące do rodzaju Nandopsis zamieszkują Wielkie Antyle na Morzu Karaibskim.

## Klasyfikacja
Gatunki zaliczane do tego rodzaju:
- Nandopsis haitiensis (Tee-Van, 1935)
- Nandopsis ramsdeni (Fowler, 1938)
- Nandopsis tetracanthus (Valenciennes, 1831)